# Домингес, Сильвия
 Си́львия Доми́нгес Ферна́ндес (исп. Silvia Domínguez Fernández; род. 31 января 1987, Монгат, провинция Барселона, Каталония, Испания) — испанская баскетболистка, выступающая на позиции разыгрывающего защитника. Серебряный призёр чемпионата мира, чемпион Европы 2013. Обладатель уникального достижения: победитель Евролиги ФИБА три года подряд (2011, 2012 и 2013), играя в различных клубах.

## Биография
Домингес Сильвия с 6 лет начала заниматься баскетболом в Монгате. В 12 лет она уехала в Барселону, здесь поиграв в молодёжной команде «Университат де Барселона» Сильвия делает смелый шаг и переходит в мадридский «Эстудиантес», где и началось её восхождение на баскетбольный олимп. С 2004 года она неизменный игрок в элитной лиге «ЛФБ». Вскоре гранды испанского баскетбола обратили на её внимание, и с 2006 года Сильвия выступает за неоднократного чемпиона национального первенства «Перфумериас Авенида». К тому времени Домингес уже стала лидером сборной Испании младших возрастов.
В «Перфумериас Авениде» Сильвия Домингес становится основным игроком команды, постоянно выходя на площадку в стартовой пятёрке. Её лучшие показатели в команде — атакующие передачи.
В сезоне 2008/09 испанская команда выходит в финал Евролиги, где на домашней арене ей противостоит «Спартак» из Видного. К сожалению это был не самый лучший день Сильвии, за 30 минут, проведенных на площадке, у неё было 7 попыток бросить по кольцу, но мяч так и не попал в корзину. Как итог: проигрыш и второе место в Европе. Через два года в Екатеринбурге в финале эти две команды снова встретились, но тут уже Сильвия своего шанса не упустила, за те же самые 30 минут она набрала 16 очков (лучший показатель в команде), сделала 2 подбора, 3 передачи, тем самым принесла команде титул «Победитель Евролиги». В том же сезоне баскетболистка первый раз выигрывает чемпионат Испании, прервав пятилетнюю гегемонию «Рос Касареса». В следующем сезоне Сильвия как раз переходит в «Рос Касарес» и снова её ждёт двойной успех: победа в Евролиге и национальном первенстве.
Возможно, она бы и продолжила карьеру в Испании, если бы не банкротство валенсийцев, тут же последовало предложение от российского гранда «УГМК» и Сильвия согласилась на переезд в Екатеринбург.
Главный тренер «УГМК» Олаф Ланге признался:

- Вы принимали участие в комплектовании команды? 
— Большинство игроков было подписано сразу после сезона, так что почти вся команда была укомплектована. Я участвовал в подписании контрактов с Татьяной Поповой, Аней Петраковой и Сильвией Домингес.

В составе «УГМК» Сильвия выиграла все турниры в котором участвовала команда, правда при этом она не выходила на площадку в финальных играх чемпионата России, кубка России и Евролиги ФИБА. Несмотря на это Сильвия стала первой баскетболисткой в Европе, выигравшей три года подряд Евролигу ФИБА с разными клубами.

### Статистика выступлений за клубы (средний показатель)
| Клуб                              | Сезон   | Чемпионат | Чемпионат | Чемпионат | Чемпионат | Национальный кубок | Национальный кубок | Национальный кубок | Национальный кубок | Еврокубки | Еврокубки | Еврокубки | Еврокубки |
| Клуб                              | Сезон   | Игр       | Очк       | Подб      | Перед     | Игр                | Очк                | Подб               | Перед              | Игр       | Очк       | Подб      | Перед     |
| --------------------------------- | ------- | --------- | --------- | --------- | --------- | ------------------ | ------------------ | ------------------ | ------------------ | --------- | --------- | --------- | --------- |
| «Эстудиантес» (Мадрид)            | 2004-05 | 28        | 10,1      | 3,4       | 2,5       |                    |                    |                    |                    |           |           |           |           |
| «Эстудиантес» (Мадрид)            | 2005-06 | 28        | 14,4      | 3,4       | 4,3       |                    |                    |                    |                    |           |           |           |           |
| «Перфумериас Авенида» (Саламанка) | 2006-07 | 35        | 6,8       | 1,9       | 2,9       | 3                  | 9,0                | 2,7                | 2,7                | 12        | 6,1       | 1,2       | 2,3       |
| «Перфумериас Авенида» (Саламанка) | 2007-08 | 32        | 5,7       | 1,9       | 2,1       | 2                  | 1,5                | 1,0                | 2,0                | 12        | 6,6       | 1,3       | 1,8       |
| «Перфумериас Авенида» (Саламанка) | 2008-09 | 31        | 9,3       | 2,9       | 3,6       | 1                  | 12                 | 5                  | 2                  | 17        | 6,4       | 2,6       | 3,4       |
| «Перфумериас Авенида» (Саламанка) | 2009-10 | 30        | 6,5       | 2,1       | 2,9       | 2                  | 5,0                | 5,0                | 3,5                | 15        | 6,4       | 3,1       | 3,7       |
| «Перфумериас Авенида» (Саламанка) | 2010-11 | 29        | 7,3       | 2,0       | 2,7       | 1                  | 2                  | 4                  | 2                  | 16        | 5,7       | 2,2       | 4,1       |
| «Рос Касарес» (Валенсия)          | 2011-12 | 27        | 8,6       | 2,2       | 4,1       | 2                  | 2,5                | 1,5                | 3,0                | 18        | 5,8       | 1,9       | 3,8       |
| «УГМК» (Екатеринбург)             | 2012-13 | 14        | 6,0       | 3,0       | 4,1       | 2                  | 6,0                | 4,0                | 6,5                | 17        | 4,2       | 2,5       | 4,4       |

### Сборная Испании
В 2004 и 2005 году Сильвия становиться двукратной «серебряной» призёркой чемпионата Европы среди юниорок, проводя в среднем за матч по 30 минут на площадке (больше всех в команде). Перейдя в следующую возрастную категорию, Сильвия и здесь была наголову лучше всех: молодёжный чемпионат Европы 2006 — по очкам (14,0), по передачам (3,4) и перехватам (1,7), ну а молодёжное первенство Европы 2007 стало поистине триумфальным для Домингес. «Золото» чемпионата, 21 очко, набранное в финале со сборной Сербии (лучший показатель), абсолютный лидер команды по атакующим передачам — 5,6 и перехватам — 1,9 и заслуженное признание — MVP турнира.
Но до этих молодёжных первенств, произошло ещё одно приятное событие — в 19 лет на бразильском чемпионате мира 2006 состоялся дебют в «первой» сборной в матче со сборной Кореей, первые 5 набранных очков. После столь успешного сезона в номинации «Лучшая молодая баскетболистка Европы 2006 по версии ФИБА» Сильвия получила почётное третье место, после Сандрин Груды и Александры Горбуновой.
В дальнейшем, выступая за сборную Испании, она завоевала «бронзу» чемпионата Европы — 2009.
Летом 2013 года Сильвия в составе сборной Испании становиться чемпионкой Европы, проведя на площадке в среднем 16,7 минут. Лучшим матчем на турнире у неё был во 2-м групповом раунде со сборной Турции, где Домингес за 32 минуты набрала 11 очков, сделала 3 передачи. В следующем году она завоёвывает серебряную медаль чемпионата мира. 

#### Статистика выступлений за сборную Испании (средний показатель)
| Сборная        | Сезон             | Место | Чемпионат | Чемпионат | Чемпионат | Чемпионат |
| Сборная        | Сезон             | Место | Игр       | Очк       | Подб      | Перед     |
| -------------- | ----------------- | ----- | --------- | --------- | --------- | --------- |
| ЧЕ (до 16 лет) | 2003              | 4     | 7         | 13,9      | 4,3       | 3,0       |
| ЧЕ (до 18 лет) | 2004              |       | 8         | 8,6       | 6,3       | 4,3*      |
| ЧЕ (до 18 лет) | 2005              |       | 8         | 13,6*     | 5,3       | 3,6*      |
| ЧМ (до 19 лет) | 2005              | 5     | 8         | 5,9       | 3,2       | 1,6       |
| ЧЕ (до 20 лет) | 2006              | 4     | 7         | 14,0*     | 3,9       | 3,4*      |
| ЧЕ (до 20 лет) | 2007              |       | 8         | 9,3       | 5,4       | 5,6*      |
| ЧМ             | 2006              | 8     | 5         | 1,4       | 1,2       | 0         |
| ЧМ             | 2014              |       | 6         | 3,7       | 1,2       | 1,7       |
| Олимпиада      | Квалификация 2008 |       | 3         | 0,7       | 2,3       | 1,7       |
| ЧЕ             | 2009              |       | 8         | 2,9       | 1,9       | 0,9       |
| ЧЕ             | 2011              | 9     | 6         | 2,3       | 0,8       | 1,3       |
| ЧЕ             | 2013              |       | 9         | 4,6       | 1,2       | 1,6       |

* — лучший показатель в команде

## Достижения
- Серебряный призёр чемпионата мира: 2014
- Чемпион Европы: 2013
- Бронзовый призёр чемпионата Европы: 2009
- Чемпион Европы среди молодёжных команд: 2007
- Серебряный призёр чемпионата Европы среди юниорок: 2004, 2005
- Победитель Евролиги: 2011, 2012, 2013
- Серебряный призёр Евролиги: 2009, 2015
- Бронзовый призёр Евролиги: 2014
- Обладатель Суперкубка Европы: 2013
- Чемпион Испании: 2011, 2012
- Чемпион России: 2013, 2014, 2015
- Серебряный призёр чемпионата Испании: 2007, 2008, 2009, 2010
- Обладатель Суперкубка Испании: 2011
- Обладатель Кубка России: 2013
- Финалист кубка Испании: 2007, 2010, 2012